# Johan III van Zweden

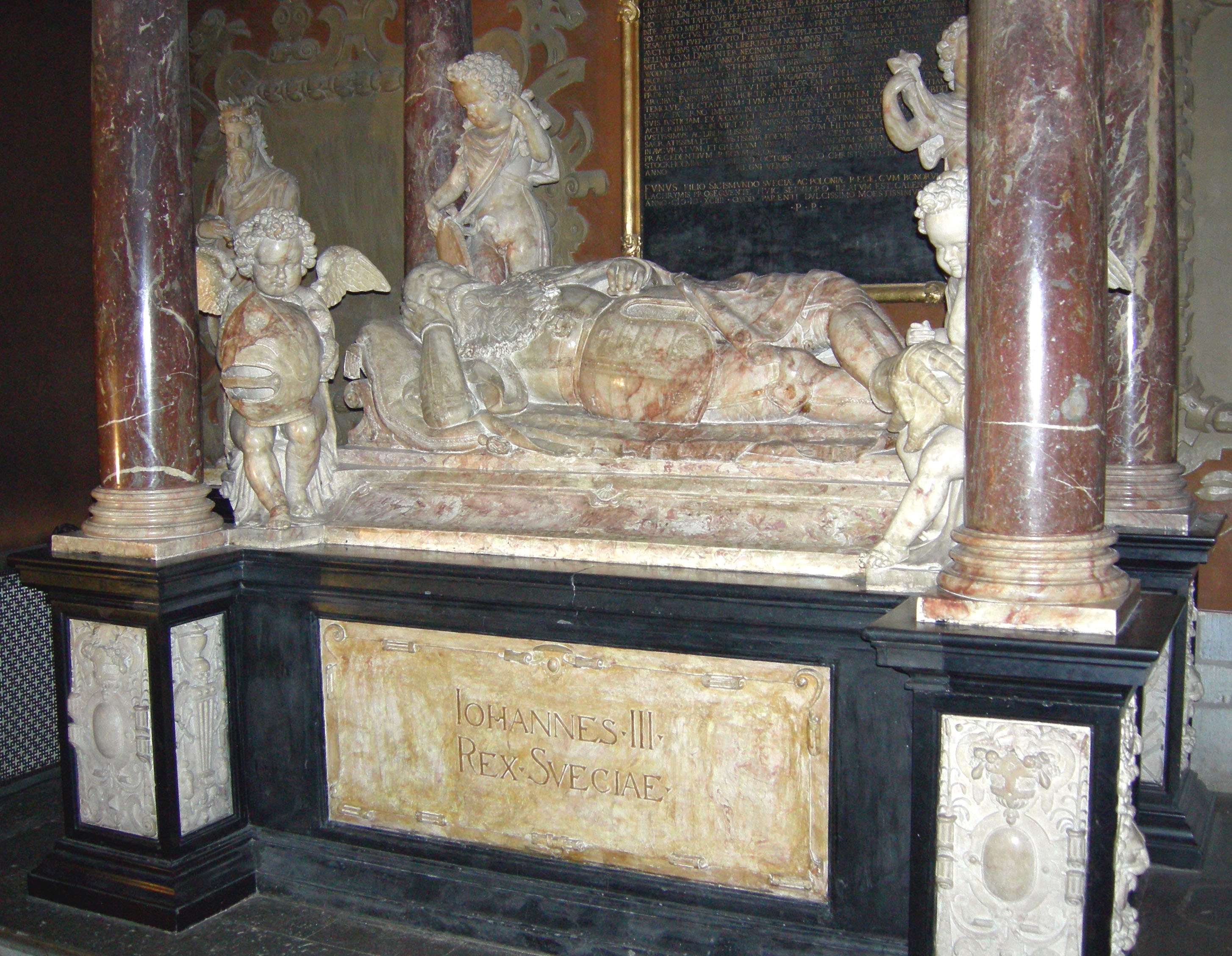
Graf van Johannes III in de kathedraal van Uppsala, Zweden

Johan III van Zweden (Zweeds: Johan III, Fins: Juhana III) (Slot Stegeborg in Östergötland, 20 december 1537 — Stockholm, 17 november 1592) was koning van Zweden van 1568 tot zijn dood. Hij was de zoon van koning Gustaaf I van Zweden en zijn tweede vrouw Margaretha Leijonhufvud. Hij was ook, vrij autonoom, de heerser van Finland, als hertog Johan van 1556 tot 1563. In 1581 nam hij ook de titel aan van grootvorst van Finland.

## Jonge jaren
Johan was de tweede zoon van koning Gustaaf I van Zweden en het eerste kind bij zijn tweede vrouw Margaretha Leijonhufvud. Tussen Johan en zijn oudere halfbroer Erik uit zijn vaders eerste huwelijk met Catharina van Saksen-Lauenburg ontstond al vroeg rivaliteit, mede veroorzaakt door Johans moeder Margaretha, die meende dat haar zoon de rechtmatige opvolger voor de Zweedse troon was. Als hertog van Finland kwam hij in opstand tegen Erik toen deze zijn voorgenomen huwelijk met de Poolse Catharina afwees en Johans aankopen van kastelen in Polen fel bekritiseerde; Zweden stond op dat moment op slechte voet met Polen. Toen Johan weigerde in te gaan op Eriks afwijzingen liet Erik Johan veroordelen voor hoogverraad, waarop de doodstraf stond. Johan wist de dood te voorkomen, maar werd wel voor vier jaar vastgehouden in het kasteel Gripsholm. Na zijn vrijlating, waarschijnlijk een gevolg van de krankzinnigheid van zijn halfbroer, hervatte hij de oppositie tegen zijn broer en in 1568 zette hij met behulp van zijn broer Karel en andere edelen Erik af om zichzelf tot koning te laten benoemen.

## Johan III als koning
In januari 1569 erkende de Zweedse Rijksraad de claim van Johan op de Zweedse troon. Toch was Johan bezorgd over zijn positie als koning zo lang Erik nog in leven was. De angst voor een mogelijke invrijheidstelling deed hem ertoe besluiten om in 1571 de bewakers de opdracht te geven, dat mocht Erik proberen te ontsnappen, hij direct vermoord moest worden. Waarschijnlijk gebeurde dit dan ook in 1577, het jaar waarin Erik de dood vond.
In 1570 maakte hij een einde aan de Scandinavische Zevenjarige Oorlog, maar een nieuwe confrontatie meldde zich aan; een oorlog met het tsaardom Rusland. Een van de redenen voor de koele verstandhouding met de Russen was dat de heerser van Rusland, Ivan de Verschrikkelijke, tijdens de gevangenschap van Johan en zijn vrouw Catharina aan Erik XIV het verzoek had gestuurd om Catharina aan hem uit te leveren om zijn vrouw te worden (ondanks zijn ziekte en de aversie die hij had tegen Catharina zag Erik wel in, dat hij hierop niet kon ingaan). De oorlog zou in totaal 25 jaren duren en drie bestanden kennen (1580, 1585 en 1590). Uiteindelijk zou de oorlog pas na de dood van Johan beslecht worden in het voordeel van Zweden, dat Estland heroverde.
Zijn buitenlandse politiek werd vooral bepaald door zijn band met Polen, waarvan zijn zoon Sigismund koning was geworden in 1587.
Op binnenlands gebied toonde Johan veel sympathie voor de katholieken, geïnspireerd door zijn Poolse koningin, maar dit zorgde voor veel beroering onder de Zweedse clerus en adel. Hij lanceerde het ‘Rode Boek’ wat verschillende katholieke gebruiken herinvoerde. In 1575 gaf hij toestemming aan de overgebleven kloosters in Zweden om weer novicen toe te laten. In een poging de Kerk van Zweden weer onder het gezag van Rome te brengen, benaderde hij de paus. Die zag echter niets in het plan, omdat het celibaat onder geestelijken in Zweden nog steeds niet hersteld was.

## Huwelijken
Op 4 oktober 1562 trouwde hij met Catharina van Polen (1526-1583), de dochter van Sigismund I van Polen en Bona Sforza. Hun kinderen waren:
Isabella (1564-1566)
Sigismund (20 juni 1566 - 19 april 1632), getrouwd met Anna van Oostenrijk en Constance van Oostenrijk
Anna (17 mei 1568 - 26 februari 1625)
Op 21 februari 1584 trouwde hij met Gunilla Bielke, met wie hij één zoon kreeg:
Johan (18 april 1589 - 5 maart 1618), getrouwd met Maria Elisabeth Wasa, dochter van Karel IX van Zweden
Samen met zijn maîtresse Karin Hansdotter (1532-1596) had hij minimaal vier buitenechtelijke kinderen:
Sofia (1556-1583)
Augustus (1557-1560)
Julius Gyllenhielm (1559-1581)
Lucretia (1560-1585)
Johan zorgde ervoor dat Karin na zijn huwelijk met Catharina ook trouwde om voor haar en de kinderen te zorgen.

## Dood
Op 17 november 1592 overleed Johan III en werd begraven in de Domkerk van Uppsala. Hij liet een door oorlogen en binnenlandse tegenstrijdigheden verzwakt Zweden na.

## Kwartierstaat
| Johan Kristiernsson Vasa (ca. 1426-1477) | Johan Kristiernsson Vasa (ca. 1426-1477) | Johan Kristiernsson Vasa (ca. 1426-1477) | Johan Kristiernsson Vasa (ca. 1426-1477) | Johan Kristiernsson Vasa (ca. 1426-1477) | Johan Kristiernsson Vasa (ca. 1426-1477) | Birgitta Gustavsdotter Sture (overleden in 1472) | Birgitta Gustavsdotter Sture (overleden in 1472) | Birgitta Gustavsdotter Sture (overleden in 1472) | Birgitta Gustavsdotter Sture (overleden in 1472) | Birgitta Gustavsdotter Sture (overleden in 1472) | Birgitta Gustavsdotter Sture (overleden in 1472) |                                  |                                  | Måns Karlsson Eka (waarschijnlijk overleden in 1487) | Måns Karlsson Eka (waarschijnlijk overleden in 1487) | Måns Karlsson Eka (waarschijnlijk overleden in 1487) | Måns Karlsson Eka (waarschijnlijk overleden in 1487) | Måns Karlsson Eka (waarschijnlijk overleden in 1487) | Måns Karlsson Eka (waarschijnlijk overleden in 1487) | Sigrid Eskilsdotter Banér (overleden in 1527) | Sigrid Eskilsdotter Banér (overleden in 1527) | Sigrid Eskilsdotter Banér (overleden in 1527) | Sigrid Eskilsdotter Banér (overleden in 1527) | Sigrid Eskilsdotter Banér (overleden in 1527) | Sigrid Eskilsdotter Banér (overleden in 1527) |                             |                             | Abraham Kristiernsson Leijonhufvud (overleden in 1499) | Abraham Kristiernsson Leijonhufvud (overleden in 1499) | Abraham Kristiernsson Leijonhufvud (overleden in 1499) | Abraham Kristiernsson Leijonhufvud (overleden in 1499) | Abraham Kristiernsson Leijonhufvud (overleden in 1499) | Abraham Kristiernsson Leijonhufvud (overleden in 1499) | Birgitta Månsdotter (1491-1549)                   | Birgitta Månsdotter (1491-1549)                   | Birgitta Månsdotter (1491-1549)                   | Birgitta Månsdotter (1491-1549)                   | Birgitta Månsdotter (1491-1549)     | Birgitta Månsdotter (1491-1549)     |                                     |                                     | Erik Karlsson Vasa (1436-1491)      | Erik Karlsson Vasa (1436-1491)      | Erik Karlsson Vasa (1436-1491)        | Erik Karlsson Vasa (1436-1491)        | Erik Karlsson Vasa (1436-1491)        | Erik Karlsson Vasa (1436-1491)        | Anna Karlsdotter (overleden in 1552)  | Anna Karlsdotter (overleden in 1552)  | Anna Karlsdotter (overleden in 1552) | Anna Karlsdotter (overleden in 1552) | Anna Karlsdotter (overleden in 1552) | Anna Karlsdotter (overleden in 1552) |  |  |  |  |  |  |  |  |  |  |  |  |  |  |  |  |  |  |  |  |  |  |  |  |  |  |  |  |  |  |  |  |  |  |  |  |  |  |  |  |  |  |  |  |  |  |  |  |
| Johan Kristiernsson Vasa (ca. 1426-1477) | Johan Kristiernsson Vasa (ca. 1426-1477) | Johan Kristiernsson Vasa (ca. 1426-1477) | Johan Kristiernsson Vasa (ca. 1426-1477) | Johan Kristiernsson Vasa (ca. 1426-1477) | Johan Kristiernsson Vasa (ca. 1426-1477) | Birgitta Gustavsdotter Sture (overleden in 1472) | Birgitta Gustavsdotter Sture (overleden in 1472) | Birgitta Gustavsdotter Sture (overleden in 1472) | Birgitta Gustavsdotter Sture (overleden in 1472) | Birgitta Gustavsdotter Sture (overleden in 1472) | Birgitta Gustavsdotter Sture (overleden in 1472) |                                  |                                  | Måns Karlsson Eka (waarschijnlijk overleden in 1487) | Måns Karlsson Eka (waarschijnlijk overleden in 1487) | Måns Karlsson Eka (waarschijnlijk overleden in 1487) | Måns Karlsson Eka (waarschijnlijk overleden in 1487) | Måns Karlsson Eka (waarschijnlijk overleden in 1487) | Måns Karlsson Eka (waarschijnlijk overleden in 1487) | Sigrid Eskilsdotter Banér (overleden in 1527) | Sigrid Eskilsdotter Banér (overleden in 1527) | Sigrid Eskilsdotter Banér (overleden in 1527) | Sigrid Eskilsdotter Banér (overleden in 1527) | Sigrid Eskilsdotter Banér (overleden in 1527) | Sigrid Eskilsdotter Banér (overleden in 1527) |                             |                             | Abraham Kristiernsson Leijonhufvud (overleden in 1499) | Abraham Kristiernsson Leijonhufvud (overleden in 1499) | Abraham Kristiernsson Leijonhufvud (overleden in 1499) | Abraham Kristiernsson Leijonhufvud (overleden in 1499) | Abraham Kristiernsson Leijonhufvud (overleden in 1499) | Abraham Kristiernsson Leijonhufvud (overleden in 1499) | Birgitta Månsdotter (1491-1549)                   | Birgitta Månsdotter (1491-1549)                   | Birgitta Månsdotter (1491-1549)                   | Birgitta Månsdotter (1491-1549)                   | Birgitta Månsdotter (1491-1549)     | Birgitta Månsdotter (1491-1549)     |                                     |                                     | Erik Karlsson Vasa (1436-1491)      | Erik Karlsson Vasa (1436-1491)      | Erik Karlsson Vasa (1436-1491)        | Erik Karlsson Vasa (1436-1491)        | Erik Karlsson Vasa (1436-1491)        | Erik Karlsson Vasa (1436-1491)        | Anna Karlsdotter (overleden in 1552)  | Anna Karlsdotter (overleden in 1552)  | Anna Karlsdotter (overleden in 1552) | Anna Karlsdotter (overleden in 1552) | Anna Karlsdotter (overleden in 1552) | Anna Karlsdotter (overleden in 1552) |  |  |  |  |  |  |  |  |  |  |  |  |  |  |  |  |  |  |  |  |  |  |  |  |  |  |  |  |  |  |  |  |  |  |  |  |  |  |  |  |  |  |  |  |  |  |  |  |
|                                          |                                          |                                          |                                          |                                          |                                          |                                                  |                                                  |                                                  |                                                  |                                                  |                                                  |                                  |                                  |                                                      |                                                      |                                                      |                                                      |                                                      |                                                      |                                               |                                               |                                               |                                               |                                               |                                               |                             |                             |                                                        |                                                        |                                                        |                                                        |                                                        |                                                        |                                                   |                                                   |                                                   |                                                   |                                     |                                     |                                     |                                     |                                     |                                     |                                       |                                       |                                       |                                       |                                       |                                       |                                      |                                      |                                      |                                      |  |  |  |  |  |  |  |  |  |  |  |  |  |  |  |  |  |  |  |  |  |  |  |  |  |  |  |  |  |  |  |  |  |  |  |  |  |  |  |  |  |  |  |  |  |  |  |  |
|                                          |                                          |                                          |                                          | Erik Johansson (ca. 1470-1520)           | Erik Johansson (ca. 1470-1520)           | Erik Johansson (ca. 1470-1520)                   | Erik Johansson (ca. 1470-1520)                   | Erik Johansson (ca. 1470-1520)                   | Erik Johansson (ca. 1470-1520)                   |                                                  |                                                  |                                  |                                  |                                                      |                                                      | Cecilia Månsdotter Eka (ca. 1476-1523)               | Cecilia Månsdotter Eka (ca. 1476-1523)               | Cecilia Månsdotter Eka (ca. 1476-1523)               | Cecilia Månsdotter Eka (ca. 1476-1523)               | Cecilia Månsdotter Eka (ca. 1476-1523)        | Cecilia Månsdotter Eka (ca. 1476-1523)        |                                               |                                               |                                               |                                               |                             |                             |                                                        |                                                        |                                                        |                                                        | Erik Abrahamsson Leijonhufvud (overleden in 1520)      | Erik Abrahamsson Leijonhufvud (overleden in 1520)      | Erik Abrahamsson Leijonhufvud (overleden in 1520) | Erik Abrahamsson Leijonhufvud (overleden in 1520) | Erik Abrahamsson Leijonhufvud (overleden in 1520) | Erik Abrahamsson Leijonhufvud (overleden in 1520) |                                     |                                     |                                     |                                     |                                     |                                     | Ebba Eriksdotter Vasa (ca. 1490-1549) | Ebba Eriksdotter Vasa (ca. 1490-1549) | Ebba Eriksdotter Vasa (ca. 1490-1549) | Ebba Eriksdotter Vasa (ca. 1490-1549) | Ebba Eriksdotter Vasa (ca. 1490-1549) | Ebba Eriksdotter Vasa (ca. 1490-1549) |                                      |                                      |                                      |                                      |  |  |  |  |  |  |  |  |  |  |  |  |  |  |  |  |  |  |  |  |  |  |  |  |  |  |  |  |  |  |  |  |  |  |  |  |  |  |  |  |  |  |  |  |  |  |  |  |
|                                          |                                          |                                          |                                          | Erik Johansson (ca. 1470-1520)           | Erik Johansson (ca. 1470-1520)           | Erik Johansson (ca. 1470-1520)                   | Erik Johansson (ca. 1470-1520)                   | Erik Johansson (ca. 1470-1520)                   | Erik Johansson (ca. 1470-1520)                   |                                                  |                                                  |                                  |                                  |                                                      |                                                      | Cecilia Månsdotter Eka (ca. 1476-1523)               | Cecilia Månsdotter Eka (ca. 1476-1523)               | Cecilia Månsdotter Eka (ca. 1476-1523)               | Cecilia Månsdotter Eka (ca. 1476-1523)               | Cecilia Månsdotter Eka (ca. 1476-1523)        | Cecilia Månsdotter Eka (ca. 1476-1523)        |                                               |                                               |                                               |                                               |                             |                             |                                                        |                                                        |                                                        |                                                        | Erik Abrahamsson Leijonhufvud (overleden in 1520)      | Erik Abrahamsson Leijonhufvud (overleden in 1520)      | Erik Abrahamsson Leijonhufvud (overleden in 1520) | Erik Abrahamsson Leijonhufvud (overleden in 1520) | Erik Abrahamsson Leijonhufvud (overleden in 1520) | Erik Abrahamsson Leijonhufvud (overleden in 1520) |                                     |                                     |                                     |                                     |                                     |                                     | Ebba Eriksdotter Vasa (ca. 1490-1549) | Ebba Eriksdotter Vasa (ca. 1490-1549) | Ebba Eriksdotter Vasa (ca. 1490-1549) | Ebba Eriksdotter Vasa (ca. 1490-1549) | Ebba Eriksdotter Vasa (ca. 1490-1549) | Ebba Eriksdotter Vasa (ca. 1490-1549) |                                      |                                      |                                      |                                      |  |  |  |  |  |  |  |  |  |  |  |  |  |  |  |  |  |  |  |  |  |  |  |  |  |  |  |  |  |  |  |  |  |  |  |  |  |  |  |  |  |  |  |  |  |  |  |  |
|                                          |                                          |                                          |                                          |                                          |                                          |                                                  |                                                  |                                                  |                                                  | Gustaaf I van Zweden (1496-1560)                 | Gustaaf I van Zweden (1496-1560)                 | Gustaaf I van Zweden (1496-1560) | Gustaaf I van Zweden (1496-1560) | Gustaaf I van Zweden (1496-1560)                     | Gustaaf I van Zweden (1496-1560)                     |                                                      |                                                      |                                                      |                                                      |                                               |                                               |                                               |                                               |                                               |                                               |                             |                             |                                                        |                                                        |                                                        |                                                        |                                                        |                                                        |                                                   |                                                   |                                                   |                                                   | Margaretha Leijonhufvud (1516-1551) | Margaretha Leijonhufvud (1516-1551) | Margaretha Leijonhufvud (1516-1551) | Margaretha Leijonhufvud (1516-1551) | Margaretha Leijonhufvud (1516-1551) | Margaretha Leijonhufvud (1516-1551) |                                       |                                       |                                       |                                       |                                       |                                       |                                      |                                      |                                      |                                      |  |  |  |  |  |  |  |  |  |  |  |  |  |  |  |  |  |  |  |  |  |  |  |  |  |  |  |  |  |  |  |  |  |  |  |  |  |  |  |  |  |  |  |  |  |  |  |  |
|                                          |                                          |                                          |                                          |                                          |                                          |                                                  |                                                  |                                                  |                                                  | Gustaaf I van Zweden (1496-1560)                 | Gustaaf I van Zweden (1496-1560)                 | Gustaaf I van Zweden (1496-1560) | Gustaaf I van Zweden (1496-1560) | Gustaaf I van Zweden (1496-1560)                     | Gustaaf I van Zweden (1496-1560)                     |                                                      |                                                      |                                                      |                                                      |                                               |                                               |                                               |                                               |                                               |                                               |                             |                             |                                                        |                                                        |                                                        |                                                        |                                                        |                                                        |                                                   |                                                   |                                                   |                                                   | Margaretha Leijonhufvud (1516-1551) | Margaretha Leijonhufvud (1516-1551) | Margaretha Leijonhufvud (1516-1551) | Margaretha Leijonhufvud (1516-1551) | Margaretha Leijonhufvud (1516-1551) | Margaretha Leijonhufvud (1516-1551) |                                       |                                       |                                       |                                       |                                       |                                       |                                      |                                      |                                      |                                      |  |  |  |  |  |  |  |  |  |  |  |  |  |  |  |  |  |  |  |  |  |  |  |  |  |  |  |  |  |  |  |  |  |  |  |  |  |  |  |  |  |  |  |  |  |  |  |  |
|                                          |                                          |                                          |                                          |                                          |                                          |                                                  |                                                  |                                                  |                                                  |                                                  |                                                  |                                  |                                  |                                                      |                                                      |                                                      |                                                      |                                                      |                                                      |                                               |                                               |                                               |                                               |                                               |                                               |                             |                             |                                                        |                                                        |                                                        |                                                        |                                                        |                                                        |                                                   |                                                   |                                                   |                                                   |                                     |                                     |                                     |                                     |                                     |                                     |                                       |                                       |                                       |                                       |                                       |                                       |                                      |                                      |                                      |                                      |  |  |  |  |  |  |  |  |  |  |  |  |  |  |  |  |  |  |  |  |  |  |  |  |  |  |  |  |  |  |  |  |  |  |  |  |  |  |  |  |  |  |  |  |  |  |  |  |
|                                          |                                          |                                          |                                          |                                          |                                          |                                                  |                                                  |                                                  |                                                  |                                                  |                                                  |                                  |                                  |                                                      |                                                      |                                                      |                                                      |                                                      |                                                      |                                               |                                               |                                               |                                               |                                               |                                               |                             |                             |                                                        |                                                        |                                                        |                                                        |                                                        |                                                        |                                                   |                                                   |                                                   |                                                   |                                     |                                     |                                     |                                     |                                     |                                     |                                       |                                       |                                       |                                       |                                       |                                       |                                      |                                      |                                      |                                      |  |  |  |  |  |  |  |  |  |  |  |  |  |  |  |  |  |  |  |  |  |  |  |  |  |  |  |  |  |  |  |  |  |  |  |  |  |  |  |  |  |  |  |  |  |  |  |  |
| Johan III van Zweden (1537-1592)         | Johan III van Zweden (1537-1592)         | Johan III van Zweden (1537-1592)         | Johan III van Zweden (1537-1592)         | Johan III van Zweden (1537-1592)         | Johan III van Zweden (1537-1592)         |                                                  |                                                  | Catharina van Zweden (1539-1610)                 | Catharina van Zweden (1539-1610)                 | Catharina van Zweden (1539-1610)                 | Catharina van Zweden (1539-1610)                 | Catharina van Zweden (1539-1610) | Catharina van Zweden (1539-1610) |                                                      |                                                      | Cecilia van Zweden (1540-1627)                       | Cecilia van Zweden (1540-1627)                       | Cecilia van Zweden (1540-1627)                       | Cecilia van Zweden (1540-1627)                       | Cecilia van Zweden (1540-1627)                | Cecilia van Zweden (1540-1627)                |                                               |                                               | Anna van Zweden (1545-1610)                   | Anna van Zweden (1545-1610)                   | Anna van Zweden (1545-1610) | Anna van Zweden (1545-1610) | Anna van Zweden (1545-1610)                            | Anna van Zweden (1545-1610)                            |                                                        |                                                        | Elisabeth van Zweden (1549-1597)                       | Elisabeth van Zweden (1549-1597)                       | Elisabeth van Zweden (1549-1597)                  | Elisabeth van Zweden (1549-1597)                  | Elisabeth van Zweden (1549-1597)                  | Elisabeth van Zweden (1549-1597)                  |                                     |                                     | Karel IX van Zweden (1550-1611)     | Karel IX van Zweden (1550-1611)     | Karel IX van Zweden (1550-1611)     | Karel IX van Zweden (1550-1611)     | Karel IX van Zweden (1550-1611)       | Karel IX van Zweden (1550-1611)       |                                       |                                       | ... + 3 broers en 1 zuster            | ... + 3 broers en 1 zuster            | ... + 3 broers en 1 zuster           | ... + 3 broers en 1 zuster           | ... + 3 broers en 1 zuster           | ... + 3 broers en 1 zuster           |  |  |  |  |  |  |  |  |  |  |  |  |  |  |  |  |  |  |  |  |  |  |  |  |  |  |  |  |  |  |  |  |  |  |  |  |  |  |  |  |  |  |  |  |  |  |  |  |

Erik VI · Olaf II · Anund Jacob · Emund · Stenkil · Erik VII · Erik VIII · Halsten · Haakon · Inge I · Sven · Erik Årsäll · Filips · Inge II · Ragnvald · Magnus · Sverker I · Erik IX · Karel VII · Knoet I · Sverker II · Erik X · Johan I · Erik XI · Knoet II · Waldemar I · Magnus I · Birger I · Magnus II · Albrecht · Margaretha · Erik XIII · Christoffel · Karel VIII · Christiaan I · Johan II · Christiaan II · Gustaaf I · Erik XIV · Johan III · Sigismund · Karel IX · Gustaaf II Adolf · Christina · Karel X Gustaaf · Karel XI · Karel XII · Ulrike Eleonora · Frederik · Adolf Frederik · Gustaaf III · Gustaaf IV Adolf · Karel XIII · Karel XIV Johan · Oscar I · Karel XV · Oscar II · Gustaaf V · Gustaaf VI Adolf · Carl Gustaf XVI
- Bibsys: 90245454
- Gemeinsame Normdatei: 122841999
- International Standard Name Identifier: 0000 0001 1021 7172
- KulturNav: 70d48001-e6b5-4971-be26-d645887a10bf
- Library of Congress Control Number: n86037801
- Nationale Bibliotheek van Polen: a0000001618731
- Nederlandse Thesaurus van Auteursnamen: 070590621
- Istituto Centrale per il Catalogo Unico: SBNV082072
- LIBRIS: 191674
- Système universitaire de documentation: 11103048X
- Virtual International Authority File: 15663342
- WorldCat: E39PBJtCDhTvm9HcKKhBQvKKh3